# Đại Minh, Yên Bình
Đại Minh là một xã thuộc huyện Yên Bình, tỉnh Yên Bái, Việt Nam.

## Địa lý
Xã Đại Minh nằm ở phía huyện Yên Bình, có vị trí địa lý:
- Phía đông, tây, nam giáp tỉnh Phú Thọ
- Phía bắc giáp xã Hán Đà.

Xã Đại Minh có diện tích 12,31 km², dân số năm 2019 là 3.234 người, mật độ dân số đạt 263 người/km².

## Lịch sử
Trước đây, Đại Minh là một xã thuộc huyện Đoan Hùng tỉnh Phú Thọ.
Ngày 16 tháng 2 năm 1967, sáp nhập xã Đại Minh thuộc huyện Đoan Hùng, tỉnh Phú Thọ về huyện Yên Bình, tỉnh Yên Bái quản lý.